# 印度斑竹鲨
印度斑竹鲨（学名：Chiloscyllium indicum），又名印度狗鮫、狗沙、沙條，为须鲨科的一種竹鯊。分布于西太平洋的日本、韩国、菲律宾沿海、及印度洋北部沿海以及台湾西南及东北海域等。该物种的模式产地在印度洋。
印度斑竹鲨是卵生，可能长到65公分。